# Baron Brabourne
Le titre de baron Brabourne est un titre dans la pairie du Royaume-Uni. Il est créé le 26 mai 1880 pour l'homme politique libéral Edward Knatchbull-Hugessen.

## Histoire
Edward Knatchbull-Hugessen prend par licence royale le nom de famille supplémentaire de Hugessen (qui est celui de sa grand-mère maternelle) en 1849. Son fils, le deuxième baron de Brabourne, représente Rochester au Parlement en tant que membre du parti libéral.
En 1917, son frère cadet, le quatrième baron, qui a succédé à son neveu le troisième baron en 1915, hérite de la baronnie de Brabourne. Depuis, les titres de baron et de baronnet sont fusionnés. Le quatrième baron est remplacé par son fils, le cinquième baron. Il est député conservateur de la circonscription d'Ashford, gouverneur de Bombay et gouverneur du Bengale. En 1919, Lord Brabourne prend par acte de vote le nom de famille de Knatchbull uniquement.[réf. nécessaire]
Son fils aîné, le sixième baron, est tué pendant la Seconde Guerre mondiale, le titre passe alors au frère cadet de ce dernier, le septième baron.
Le titre de baronnet de Mersham Hatch dans le comté de Kent, est créé dans le Baronetage d'Angleterre en 1641 pour Norton Knatchbull, qui représente Kent et New Romney à la Chambre des communes. Son fils, le deuxième baronnet, représente également ces circonscriptions au Parlement. Son neveu, le quatrième baronnet (qui a succédé à son père, frère cadet du deuxième baronnet), siège comme député de Rochester, Kent et Lostwithiel. Il est remplacé par son fils, le cinquième baronnet, qui sert comme haut shérif du Kent en 1733. En 1746, il prend par acte privé du Parlement d'Irlande le nom de famille supplémentaire de Wyndham, conformément au testament du père de sa mère, Thomas Wyndham, 1er baron Wyndham. Son fils, le sixième baronnet, représente le Kent au Parlement. A sa mort, le titre passe à son oncle, le septième baronnet. Il siège à la Chambre des communes irlandaise en tant que représentant d'Armagh. Son fils, le huitième baronnet, est haut shérif du Kent en 1785 et représente plus tard le Kent à la Chambre des communes.
Il est remplacé par son fils, le neuvième baronnet. Il représente à la fois le Kent et l'East Kent au Parlement et est payeur général dans les administrations conservatrices de Robert Peel. Son petit-fils, le douzième baronnet, représente brièvement East Kent à la Chambre des communes. À sa mort en 1917, il est remplacé par son cousin germain, le 4e baron Brabourne, qui devient également le treizième baronnet de Mersham Hatch.
Le 8e baron Brabourne hérite de la pairie du comte Mountbatten de Birmanie à la mort de sa mère, Patricia Knatchbull, 2e comtesse Mountbatten de Birmanie, le 13 juin 2017. En conséquence, la baronnie de Brabourne, ainsi que le titre de baronnet de Knatchbull, sont devenues des titres subsidiaires à celui du comté. Si cette lignée masculine s'éteint, les titres se sépareront ou s'éteindront, en fonction des lignées masculines collatérales existantes des anciens détenteurs des titres.
Le titre de la baronnie se prononce « Bray -burn ». Le siège de la famille est Broadlands,, près de Romsey, Hampshire.

## Baronnets Knatchbull, de Mersham Hatch (1641)
1. 1641-1685 : Norton Knatchbull (1602-1685), 1er baronnet Knatchbull, homme politique, fils de Thomas Knatchbull.
2. 1685-1696 : John Knatchbull (1636-1696), 2e baronnet Knatchbull, homme politique, fils du précédent.
3. 1696-1712 : Thomas Knatchbull (?-1712), 3e baronnet Knatchbull, homme politique, frère du précédent.
4. 1712-1730 : Edward Knatchbull (1674-1730), 4e baronnet Knatchbull, homme politique, fils du précédent.
5. 1730-1749 : Wyndham Knatchbull-Wyndham (1699-1749), 5e baronnet Knatchbull, homme politique, fils du précédent.
6. 1749-1763 : Wyndham Knatchbull-Wyndham (1737-1763), 6e baronnet Knatchbull, homme politique, fils du précédent.
7. 1773-1789 : Edward Knatchbull (1704-1789), 7e baronnet Knatchbull, homme politique, oncle du précédent.
8. 1789-1819 : Edward Knatchbull (1760-1819), 8e baronnet Knatchbull, homme politique, fils du précédent.
9. 1819-1849 : Edward Knatchbull (1781-1849), 9e baronnet Knatchbull, homme politique, fils du précédent.
10. 1849-1868 : Norton Knatchbull (1808-1868), 10e baronnet Knatchbull, homme politique, fils de Thomas Knatchbull.
11. 1868-1871 : Edward Knatchbull (1838-1871), 11e baronnet Knatchbull, homme politique, fils du précédent.
12. 1871-1917 : Wyndham Knatchbull (1844-1917), 12e baronnet Knatchbull, homme politique, frère du précédent.
13. 1917-1933 : Cecil Knatchbull-Hugessen (1863-1933), 13e baronnet Knatchbull, homme politique, cousin du précédent.

Le titre devient un titre subsidiaire du titre de baron Brabourne à partir du 13e baronnet.

## Barons Brabourne (1880)

Blason des Barons Brabourne jusqu'en 2005

1. 1880-1893 : Edward Knatchbull-Hugessen (1829-1893), 1er baron Brabourne, homme politique, fils de Edward Knatchbull, 9e baronnet Knatchbull.
2. 1893-1909 : Edward Knatchbull-Hugessen (1857-1909), 2e baron Brabourne, homme politique, fils du précédent.
3. 1909-1915 : Wyndham Knatchbull-Hugessen (1885-1915), 3e baron Brabourne, militaire, fils du précédent.
4. 1916-1933 : Cecil Knatchbull-Hugessen (1863-1933), 4e baron Brabourne, homme politique, oncle du précédent.
5. 1933-1939 : Michael Knatchbull (1895-1939), 5e baron Brabourne, homme politique et militaire, fils du précédent.
6. 1939-1943 : Norton Knatchbull (1922-1943), 6e baron Brabourne, militaire, fils du précédent.
7. 1943-2005 : John Knatchbull (1924-2005), 7e baron Brabourne, homme politique, frère du précédent.
8. 2005- : Norton Knatchbull (1947-), 8e baron Brabourne, homme politique, cousin du précédent.
  1. Nicholas Knatchbull (1981-), Lord Brabourne, homme d'affaires, fils du précédent.
    1. Alexander Knatchbull (2022-), fils du précédent.

En 2017, le 8e baron Brabourne devient le 3e comte Mountbatten de Birmanie, ainsi, le titre de baron Brabourne devient subsidiaire du titre de comte Mountbatten de Birmanie.